# Vasilij av Kostroma
Vasilij av Kostroma, död 1277, var en rysk monark. Han var regerande storfurste av Vladimir från 1272 till 1277.